# Concordia Löfving
Anna Sophia Concordia Löfving, född den 18 februari 1843 i Helsingborgs landsförsamling, död den 12 maj 1927 i S:t Görans församling, Stockholm, var en svensk författare och pedagog.

## Biografi
Concordia Löfving var dotter till järnvägsbokhållaren Arvid Löfving och Adamine Juliette von Lützow. Hon studerade vid Högre lärarinneseminariet och Gymnastiska centralinstitutet, där hon blev bekant med bland annat Julia Brinck och Karolina Widerström.
Concordia Löfving skrev såväl skön- som facklitteratur och var även verksam som översättare från franska och engelska.

## Föreningen till det godas befrämjande
År 1884 grundades på Concordia Löfvings initiativ Föreningen till det godas befrämjande. Den inköpte en större egendom i Tjällmo socken i Östergötland, där egendomslösa familjer fick uppföra och uppodla torp och på dessa uppfostra föräldralösa barn. Trots stora framgångar med 14 torp 1907 och omkring 50 tunnland nyodlingar, fick man 1922 lägga ner verksamheten av ekonomiska orsaker.

### Skönlitteratur
- Nordiska skymningssagor / med 4 originalteckningar af C.G. Hellqvist. Stockholm: Bonnier. 1871. Libris 1246511
- Gymnastik-sånger för flickor. Stockholm: Palmquist. 1872. Libris 1583001
- Sommarsagor för vinterqvällarne : tillegnade unga och gamla sagoälskare / illustrerad af Jenny Nyström. Stockholm: Looström. 1885. Libris 1598770
- Den seende svennen och den blinde svennen : en undersam kärlekssaga  : alla ädla ynglingar tillegnad. Stockholm: Suneson. 1886. Libris 3242194
- Englar : saga. Eugenia-biblioteket ; 1. Lund: Gleerup. 1899. Libris 1644239
- Så vann han Stolts jungfrun : lyriskt sagospel i 5 akter med prolog. Stockholm: Looström. 1890. Libris 1624615 - Fulltext: Dramawebben; Göteborgs universitetsbibliotek; Projekt Runeberg

### Varia
- Elementarbok i engelska språket enl. en gradvis framskridande parallelmetod. Upsala: Schultz. 1881. Libris 1598768. https://runeberg.org/engelement
- On physical education and its place in a rational system of education : a lecture. London. 1882. Libris 2887697
- Fysisk uppfostran och dess plats i ett rationelt uppfostringssystem : tvenne föreläsningar. Upsala: Schultz. 1883. Libris 1598769
- Den dolda andemeningen i bönen "Fader vår" : tvenne föreläsningar. Stockholm: Carlsson. 1888. Libris 1624611
- Sjelfuppfostran : en föreläsning. Stockholm: Klemmings ant. 1889. Libris 1624614

### Översättningar och bearbetningar
- Ploetz, Karl Julius (1870). Conjugaison française / bearb. af C. Löfving. Stockholm: Maass. Libris 1584424
- Petit vocabulaire français : en liten parlör / bearb. af C. Löfving. Stockholm: Sievers. 1871. Libris 1584426
- Ploetz, Karl Julius (1880). Elementarbok i franska språket : efter Seidenstückers gradvis framskridande metod / för svenska skolor bearbetad af C. Löfving (4. uppl). Upsala: Schultz. Libris 9079627
- George, Henry (1884). Framåtskridandet och fattigdomen : en undersökning af orsaken till de industriella kriserna och fattigdomens tillväxt jemsides med tillväxande rikedom / öfversatt från engelska originalets tjugofjerde upplaga af C. Löfving och H. Wennerström. Upsala: Schultz. Libris 518006
- George, Henry (1888). Protektionism eller frihandel? / öfv. af C. Löfving. Helsingborg: Öfv. Libris 1622803